# Edmundo del Anglia Oriental
San Edmon, en anglosajón, Ēadmund y en inglés, Edmund (Norbury, cerca de Croydon, Surrey, 841 - 20 de noviembre de 870) fue un rey de Anglia Oriental de 854 a 870. Es venerado como santo por las iglesias católica, ortodoxa y anglicana, como Edmundo Mártir.

## Biografía
Se conservan dos fuentes manuscritas contemporáneas que relatan su vida: la Crónica Anglosajona, escrita por un monje anónimo entre 877 y 899 y una obra conmemorativa de 890. Otras historias son más tardías y se mezclan con leyendas sobre el martirio y los milagros que se le atribuyen cuando fue venerado como santo. 
Su origen familiar es incierto: las fuentes más fiables presentan a Edmundo como descendiente de los reyes de Anglia Oriental de la rama de Wuffing. Según Abón de Fleury, venía "ex antiquorum Saxonum nobili prosapia oriundus", que parece indicar que era de origen extranjero, posiblemente de los antiguos sajones del continente. Una tradición dice, sin pruebas, que su padre era el rey Alcmundo, del cual no se sabe nada más. A partir de aquí se desarrolla una leyenda que sitúa su nacimiento en Núremberg (Alemania) y que fue adoptado por el rey Æthelweard de la Anglia Oriental. Otras fuentes lo hacen hijo del propio Æthelweard.
Lo que es cierto es que Æthelweard murió en 854 y fue sucedido por Edmundo, entonces de catorce años de edad. La leyenda dice que fue elegido por nobles y clérigos de Norfolk. Se dice que fue coronado por San Humberto el 25 de diciembre de 855 en Burna (posiblemente Bures St Mary, Suffolk), que era la capital del reino. Nada más se sabe con fiabilidad: Abón de Fleury dice que fue un rey modélico por su equidad y la justicia de sus actos y el ejercicio de la caridad con los necesitados, especialmente huérfanos y viudas. También dicen las fuentes que se retiró durante un año en la torre de Hunstanton y aprendió los salmos bíblicos. 
A partir del 865, los daneses atacaron el reino; al ser rechazados invadieron Northumbria y Mercia, pero volvieron a atacar Anglia Oriental en 869.

## Muerte
Según el Annales Bertiniani y la Crónica Anglosajona, un ataque a mayor escala ocurrió en c. 844. A finales de la década, los vikingos habían comenzado a pasar el invierno en Inglaterra. En el otoño de 865 una fuerza probablemente numerando más de 5.000 combatientes, descritos por la Crónica Anglosajona como "un gran ejército pagano", llegó a Anglia Oriental. Edmund hizo las paces con ellos y les dio caballos y otros suministros, y se quedaron allí hasta el verano de 866, cuando se mudaron a York. El ejército atacó Mercia hacia el final de 867 e hizo términos pacíficos con el reino; un año más tarde los Vikingos volvieron a Anglia del Este.
La Crónica Anglosajona, que generalmente describía pocos asuntos relacionados con los anglos orientales y sus gobernantes, relata que "aquí el ejército cruzó Mercia hacia Anglia Oriental, y tomó cuartos de invierno en Thetford; y ese invierno el rey Edmund luchó contra ellos, y los daneses tomaron la victoria, y mataron al rey y conquistaron toda esa tierra". Donde Edmund fue asesinado y si murió en la batalla o fue asesinado por los daneses después no se sabe.
Su muerte está fechada en el 870; no obstante, descubrimientos recientes indican que pudo ser en el año 869. El lugar de la batalla también es incierto: se han propuesto Hoxne, cerca de Eye, a Suffolk, 20 millas al este de Thetford, Dernford (Cambridgeshire) y Bradfield St Clare, cerca de Bury St Edmunds.

### Leyenda de la ejecución

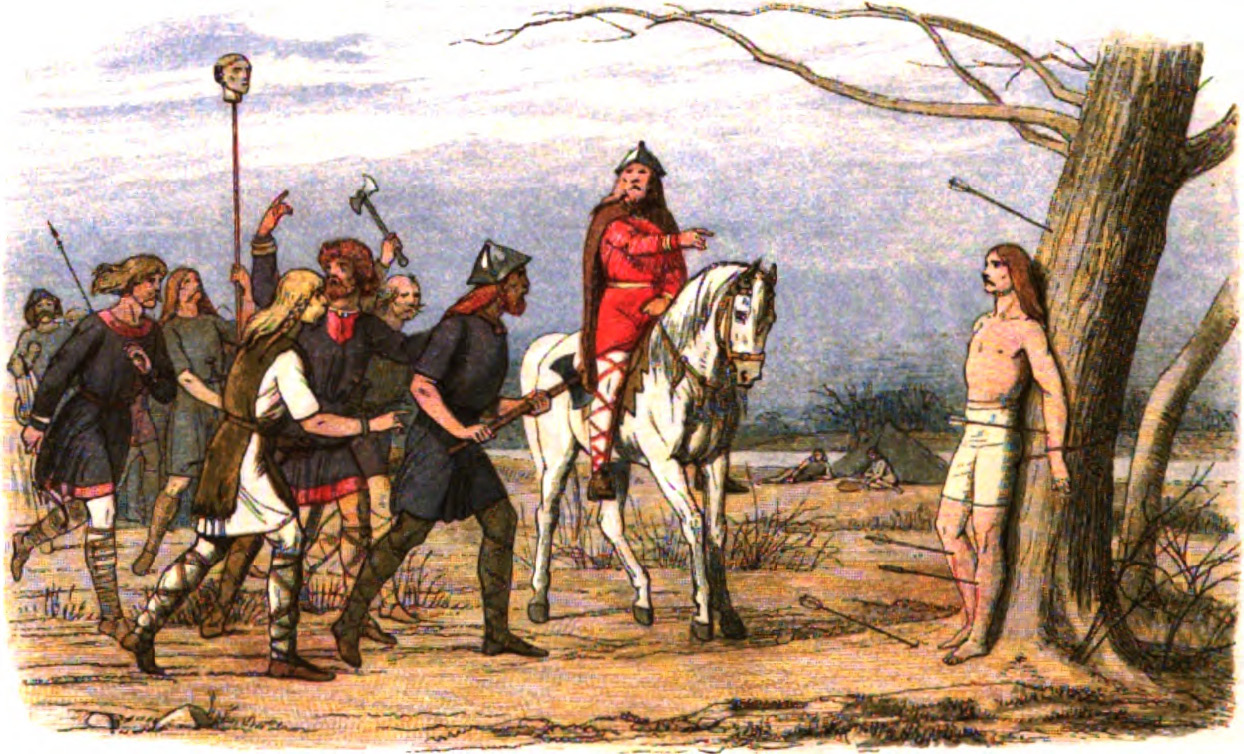
Edmundo, rey de Anglia Oriental, asesinado por los daneses. James William Edmund Doyle (1864).

Según Abbo de Fleury, en su Passio Sancti Eadmundi, que dijo haberlo escuchado de san Dunstán (arzobispo de Canterbury), que había dado testimonios de tales hechos, Edmundo no quiso luchar contra los daneses prefiriendo la postura de mártir y de ese modo seguir el ejemplo de Jesús, que prohibió a Pedro luchar contra los soldados que venían a detenerlo. El líder danés que ordenó su ejecución aparece nombrado como Hinguar (problamente Ivarr inn beinlausi, Ivar el Deshuesado, hijo de Ragnar Lodbrok).

## Arte

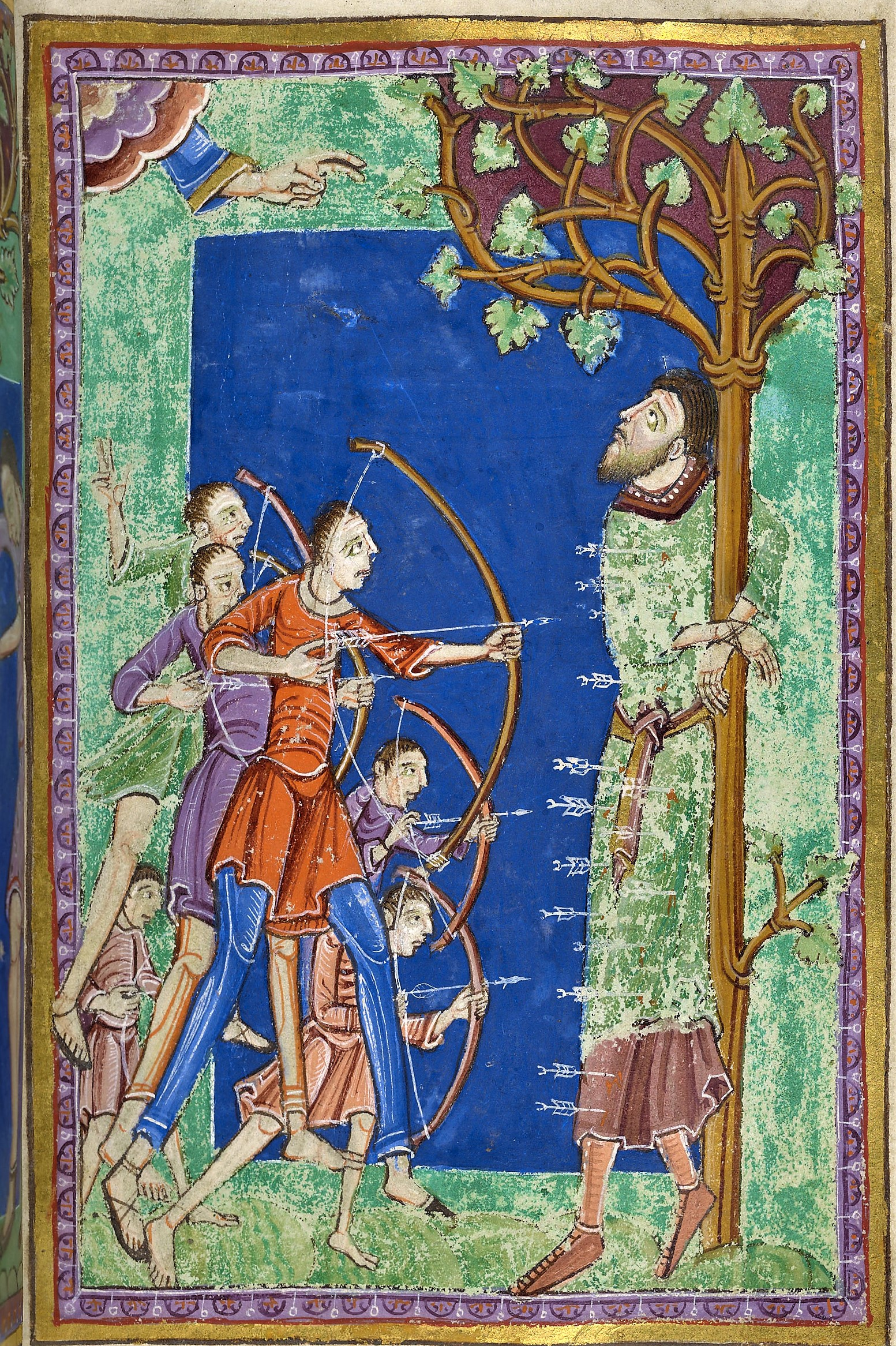
Martirio del santo, en una miniatura del s. XII
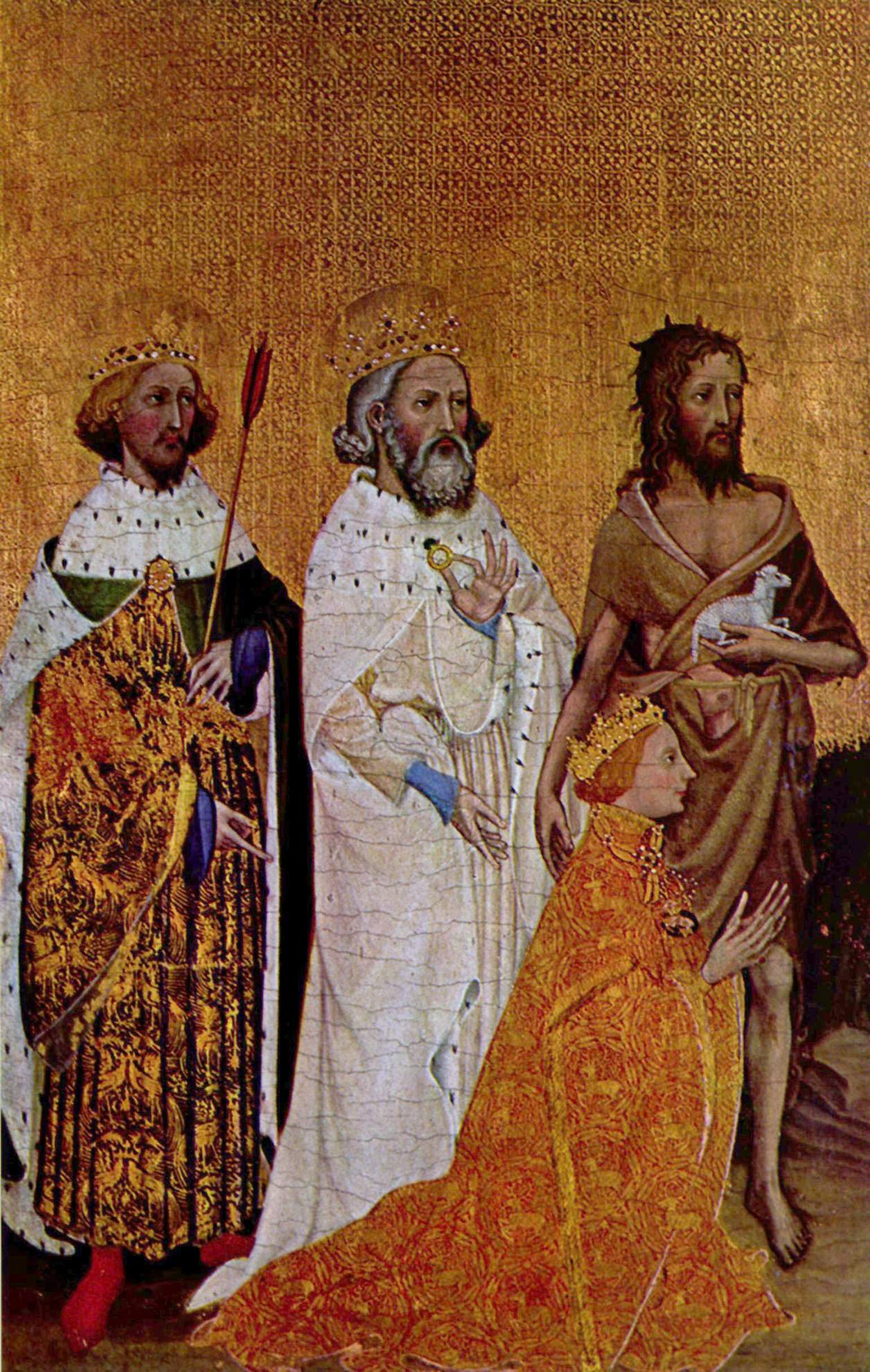
Díptic Wilton, 1395-99, con Ricardo II de Inglaterra y sus patronos: San Edmundo, San Eduardo y Juan el Bautista (Londres, National Gallery)
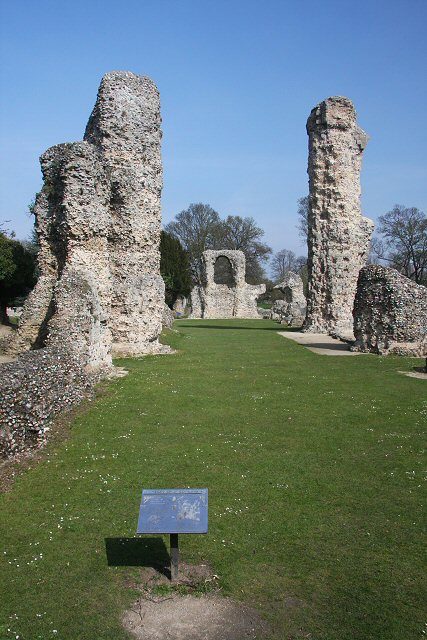
Ruinas de la iglesia de Bury St Edmunds, donde se encontraba la tumba del rey
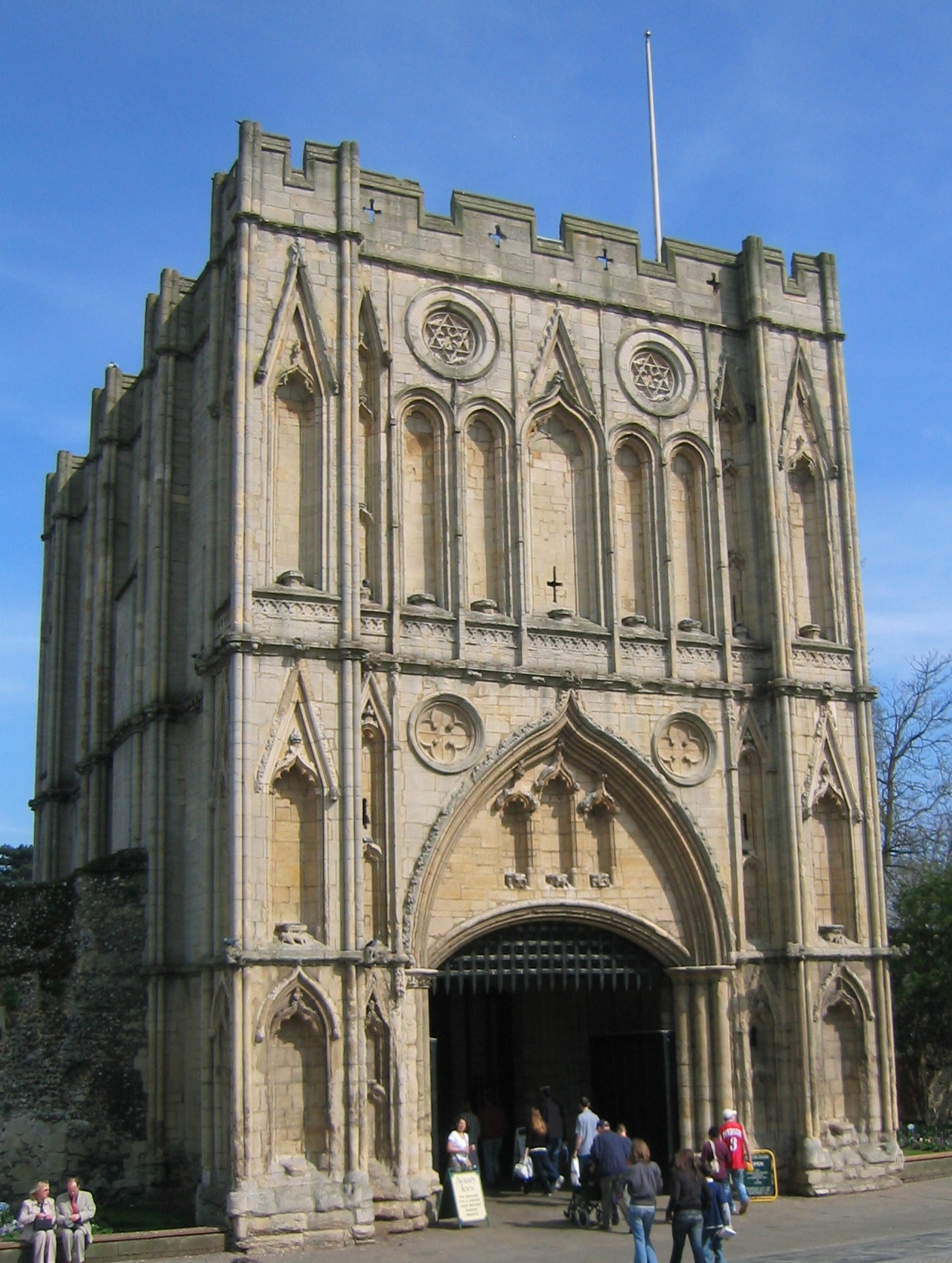
Abbeygate, una de las construcciones conservadas de la Bury St Edmunds
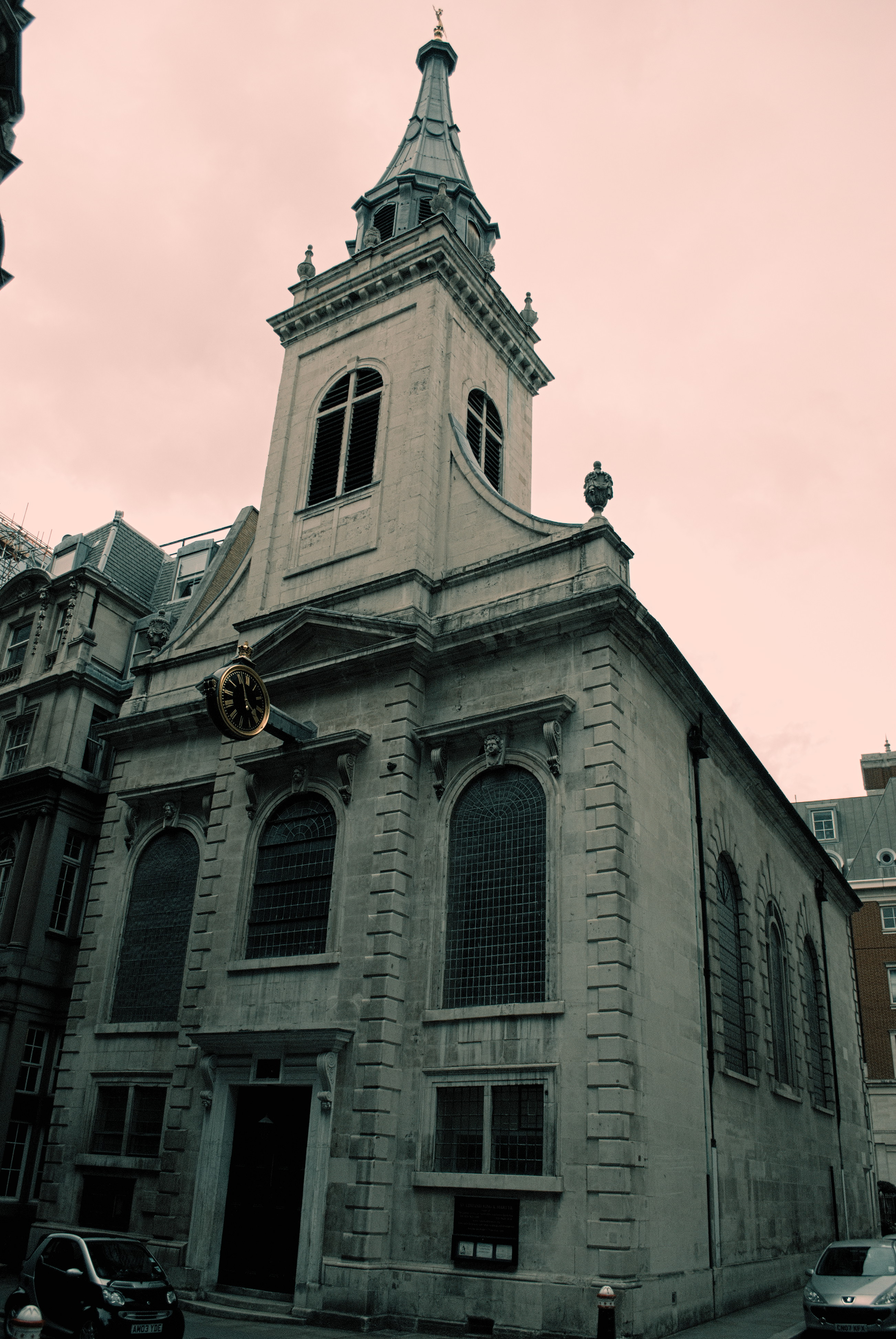
Iglesia dedicada al santo en la Ciudad de Londres

## Veneración
El cuerpo del rey fue enterrado en Beadoriceworth, actual Bury St Edmunds. El lugar se convirtió en meta de peregrinación e hizo que se originara una población alrededor. de sus reliquias. La fama del santo se hizo universal. La fecha de la canonización es desconocida, pero podría haber sido durante el reinado de Athelstan (924–939). Su popularidad fue grande: estandartes que se decía que habían sido del rey eran llevados por el ejército inglés (en la campaña de Irlanda, a Caerlaverock Castle de 1300 o en Agincourt) y muchas iglesias le fueron dedicadas a Inglaterra. 
Sobre su tumba se erigió la abadía de Bury St Edmunds, una de las iglesias más grandes del reino; pero fue destruida en 1539, durante la Reforma protestante. Su festividad litúrgica se celebra el 20 de noviembre.